# Lovro Monti
Lovro Monti (21. dubna 1835 Knin – 9. dubna 1898 Knin) byl rakouský právník a politik chorvatské národnosti z Dalmácie, v 2. polovině 19. století poslanec Říšské rady.

## Biografie
Pocházel z rodiny italského původu, ale přiklonil se k chorvatskému národnímu hnutí. Absolvoval práva na Padovské univerzitě, kde v roce 1859 získal doktorát. Nastoupil pak na právní praxi do Splitu. Od roku 1862 pracoval jako advokát v Kninu. Byl aktivní i politicky. Od roku 1860 patřil mezi stoupence dalmatské Národní strany, která se hlásila k chorvatskému národnímu hnutí a podporovala spojení Dalmácie s Chorvatskem a Slavonií. Byl zastáncem spojenectví dalmatských Chorvatů a Srbů a bojoval za rozšiřování práv chorvatštiny. Od roku 1866 zastával post starosty Kninu. Patřil mezi zakladatele liberálně-demokratického listu Il Nazionale a byl členem jeho redakce.
Dlouhodobě zasedal jako poslanec Dalmatského zemského sněmu, kam byl zvolen roku 1865, 1867, 1870 a 1876. Zasedal rovněž coby poslanec Říšské rady (celostátního parlamentu Předlitavska), kam poprvé usedl v prvních přímých volbách roku 1873. Zastupoval kurii venkovských obcí v Dalmácii, obvod Šibenik, Berlicca, Knin. Slib složil 21. ledna 1874. Mandát zde obhájil ve volbách roku 1879. Rezignaci oznámil dopisem 1. května 1882. V roce 1873 se uvádí jako Dr. Lorenz Monti, advokát, bytem Knin. V parlamentu zastupoval opoziční slovanský blok. V roce 1878 byl členem poslaneckého klubu pravého středu.
Počátkem 80. let z Národní strany odešel kvůli její údajné bezzásadovosti. Vadila mu protisrbská agitace Národní strany. Roku 1881 rezignoval na mandát zemského poslance a roku 1882 se vzdal i křesla na Říšské radě. Pak se stáhl z politického života. Zaměřoval se ovšem dál na rozvoj svého domovského Kninu a v závěru života přispěl do almanachu Hrvatska misao statí, v níž vyzýval k obnovení porozumění mezi Chorvaty a Srby. V roce 1897 podpořil chorvatsko-srbské hnutí mládeže.
Zemřel náhle v dubnu 1898.